# Зварювальна дуга

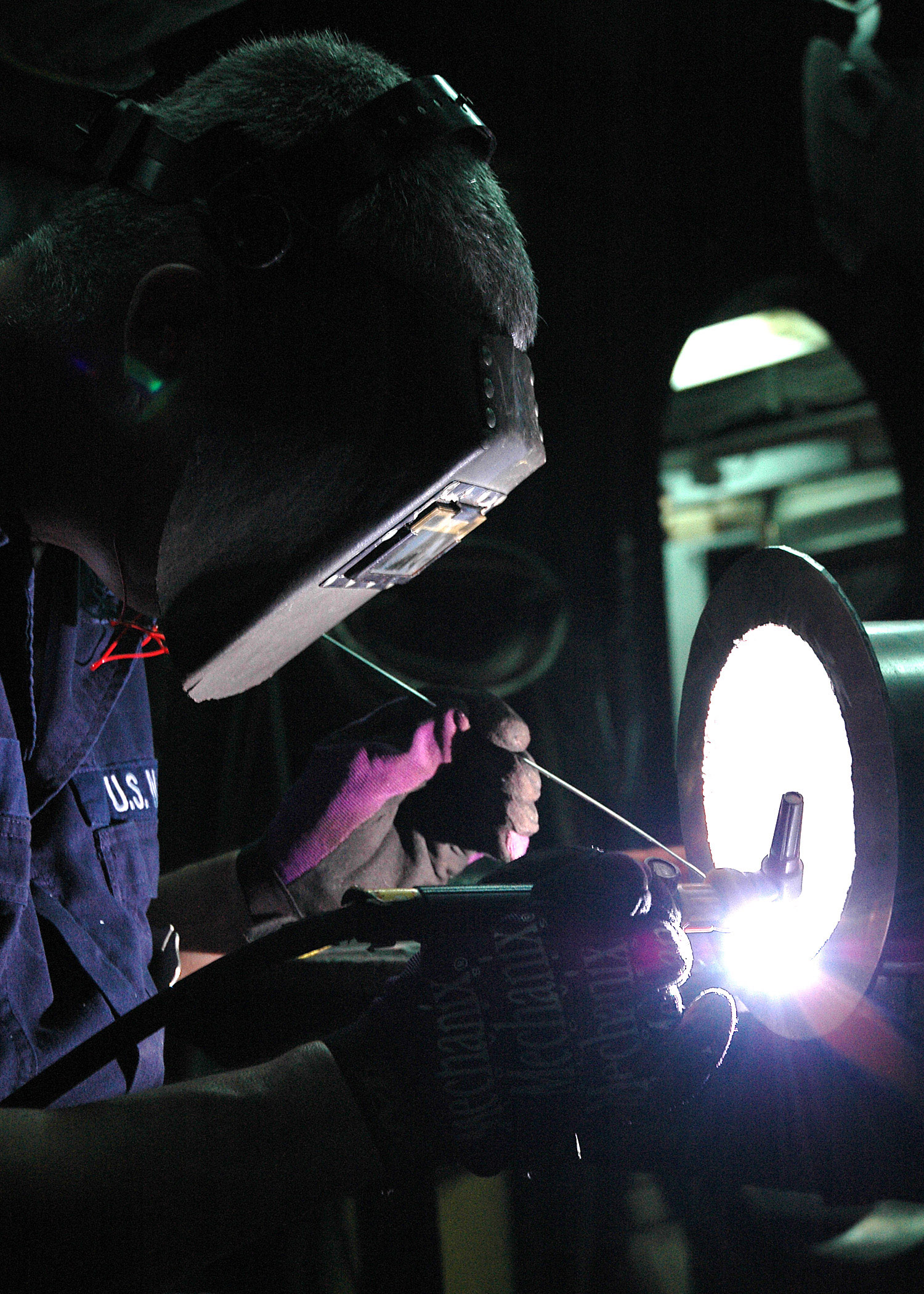
Зварювальна дуга вивільняє дуже яскраве світло, для захисту від якого використовують спеціальні маски.

Зва́рювальна дуга́ — тривалий потужний електричний розряд в іонізованому середовищі із суміші газів та парів матеріалів, що використовується при зварюванні. При цьому початкова фаза середовища може бути будь-якою: твердою, наприклад, зварювальний флюс; рідкою, наприклад, вода; газоподібною, наприклад, аргон; плазмовою.
Температура у стовпі зварювальної дуги коливається від 5000 °C до 12000 °C і залежить тільки від складу газового середовища дуги.